# Station Aubergenville-Élisabethville

Station Aubergenville-Élisabethville is een spoorwegstation in Frankrijk. Het is het station van Aubergenville, ligt aan de spoorlijn Paris Saint-Lazare - Le Havre en werd op 9 mei 1843 geopend. Het ligt op kilometerpunt 45,555 van de spoorlijn van Paris Saint-Lazare naar Le Havre. Het station wordt door treinen van Transilien lijn J aangedaan tussen Paris Saint-Lazare en Mantes-la-Jolie over de zuidoever van de Seine.

## Vorig en volgend station
| Richting        | Vorig station    | Lijn    | Volgend station | Richting           |
| --------------- | ---------------- | ------- | --------------- | ------------------ |
| Mantes-la-Jolie | Épône - Mézières | Trans J | Les Mureaux     | Paris Saint-Lazare |